# Gattinara
Gattinara (Gatinèra in piemontese) è un comune italiano di 7 500 abitanti della provincia di Vercelli, nell'estremità sud della Valsesia in Piemonte.
È al 5º posto, fra i comuni della provincia, per numero di abitanti e al 17º per estensione. Città fondata nel 1242 come borgo franco, con dodici isolati rettangolari, riunendo le genti dei villaggi circostanti (Castellazzo, Loceno, Locenello, Mezzano, Rado). Sul territorio cittadino sorge la Torre delle Castelle, uno degli ultimi resti delle fortificazioni medievali (con il castello di San Lorenzo), risalenti al XII-XIII secolo e oggi simbolo della città.
A Gattinara si produce l'omonimo vino DOCG.

## Geografia fisica

### Territorio
Gattinara dista circa 35 km dal capoluogo Vercelli, in direzione della Valsesia. Dista inoltre 35 km da Novara e 30 km da Biella. Il territorio è bagnato a est dal fiume Sesia, confine naturale con la provincia di Novara. Il paese di Gattinara è costituito dalle località di Sottomonte, Crosa, Castelle, Centro Storico, Bonda, Rado, San Bernardo.
Sottomonte è il quartiere più settentrionale della città, quando, lasciato il comune di Romagnano Sesia, si entra nel comune di Gattinara. I confini di Sottomonte sono a sud con il quartiere del Centro Storico, ovvero in via Monte Grappa e in via Fiume Sesia, a ovest e sud-ovest con le località Castelle e Crosa, ovvero in via Monte Cervino.
Il quartiere del Centro Storico è limitato a nord in via Monte Grappa, a sud in via Carlo Furno, a est in piazza Molino, a ovest dalla circonvallazione. San Bernardo, il primo quartiere per estensione e densità demografica, sede della seconda parrocchia della città, si estende a ovest della circonvallazione, in direzione di Lozzolo e di Rovasenda, limitato a nord-est in via Castellazzo e a sud-est dal sottopassaggio in via Ottaviano.
Tra Sottomonte (nord), San Bernardo (ovest) e il Centro (sud-est) si trova il quartiere Crosa. Tra Sottomonte (nord), San Bernardo (ovest), Crosa (sud-est), in direzione di Serravalle Sesia e di Lozzolo, si trova la Regione delle Castelle, a cui appartiene l'omonima Torre. Procedendo da essa, in direzione nord-est, si trovano i colli di San Lorenzo e di San Grato, da cui ha origine il quartiere di Sottomonte.
Tra via Carlo Furno (a nord), via Dante Alighieri (a est) via Ottaviano (a sud) e via Luigi Faglia (a ovest) si estende la Bonda. Tra la Bonda a nord e San Bernardo a nord-ovest, si estende il quartiere di Rado. Tra il Fiume Sesia e il centro abitato si estende la Baraggia gattinarese: si trovano a nord la ex Colonia Bertotto, geograficamente annessa a Sottomonte, i Mulu al centro e la Cà d'Assi a sud.
Il comune è classificato nella zona sismica 4 (bassa possibilità di danni sismici).

### Clima
| GATTINARA          | Mesi | Mesi | Mesi | Mesi | Mesi | Mesi | Mesi | Mesi | Mesi | Mesi | Mesi | Mesi | Stagioni | Stagioni | Stagioni | Stagioni | Anno |
| GATTINARA          | Gen  | Feb  | Mar  | Apr  | Mag  | Giu  | Lug  | Ago  | Set  | Ott  | Nov  | Dic  | Inv      | Pri      | Est      | Aut      | Anno |
| ------------------ | ---- | ---- | ---- | ---- | ---- | ---- | ---- | ---- | ---- | ---- | ---- | ---- | -------- | -------- | -------- | -------- | ---- |
| T. max. media (°C) | 6,0  | 7,9  | 12,6 | 17,3 | 22,0 | 25,8 | 28,6 | 27,5 | 23,6 | 17,2 | 11,1 | 7,2  | 7,0      | 17,3     | 27,3     | 17,3     | 17,2 |
| T. min. media (°C) | −1,6 | −0,3 | 3,4  | 7,4  | 11,0 | 14,6 | 16,8 | 16,3 | 13,9 | 8,9  | 4,1  | 0,2  | −0,6     | 7,3      | 15,9     | 9,0      | 7,9  |

Gattinara, secondo la classificazione dei climi di Köppen, gode di un clima temperato delle medie latitudini, piovoso o generalmente umido in tutte le stagioni e con estati molto calde e afose. Le precipitazioni si concentrano nei periodi compresi tra marzo e maggio, con un leggero calo nei mesi estivi, e un riacutizzarsi nel periodo compreso tra ottobre e novembre inoltrato. L'inverno è caratterizzato generalmente da una discreta percentuale di piovosità e di neve.
Il comune è stato inserito nella zona climatica E ed ha un fabbisogno termico di 2502 gradi giorno. La normativa attuale consente l'accensione degli impianti di riscaldamento per quattordici ore giornaliere, dal 15 ottobre al 15 aprile.

## Storia

### Età antica e medievale
La Gattinara di oggi nasce a metà Duecento nel quadro di un territorio che fin dall'età romana vede fasi intense di occupazione: all'età imperiale risalgono infatti i resti di insediamenti e aree funerarie emersi tanto presso l'attuale centro abitato, quanto nelle campagne circostanti. Da sempre, e ciò vale anche per l'antichità, l'asse di percorrenza lungo il fiume Sesia è uno dei più frequentati, soprattutto poiché funge da collegamento tra la pianura e le vie per i valichi alpini, e proprio in corrispondenza di Gattinara si unisce ai percorsi provenienti anche dal Biellese. Un punto cruciale, dunque, che anche nei primi secoli del Medioevo non vede venir meno una presenza umana che resta strettamente legata, oltre che alle valenze stradali, alle numerose risorse offerte dall'ambiente circostante. Nascono in questo periodo numerosi piccoli centri abitati, la maggior parte dei quali trova collocazione sicura sui primi contrafforti collinari: Loceno, Locenello, Mezzano, Gattinaria, questi sono i loro nomi, oltre all'importante centro di Rado, che invece si sviluppa, con il suo castello, lungo la strada Vercellese, accanto al fiume e al guado per Ghemme.
A ridosso del Mille la popolazione stanziata in questi insediamenti è impegnata nell'opera di dissodamento e sfruttamento di ampie superfici di terreno, sottratte al bosco e alla brughiera, e verosimilmente nello sfruttamento dei versanti collinari mediante la pratica della viticoltura. A livello politico e strategico in questo periodo cresce anche l'attenzione nei confronti di questa zona, che diviene cruciale nell'ambito dei complessi equilibri di potere che intercorrono tra i comuni di Vercelli e di Novara, per i quali il fiume è linea di confine. Proprio a guardia delle bocche della Valsesia, distretto di pertinenza novarese, i vercellesi decidono di costruire tra 1185 e 1187 un forte castello intorno alla pieve d'altura di S. Lorenzo, occupando la sommità di un colle che forse già qualche secolo prima aveva visto stabilirsi un insediamento.
Nel 1242, per irrobustire ulteriormente il presidio di questa fascia territoriale, il comune di Vercelli stabilisce di fondare un borgo franco – cioè un insediamento di nuova fondazione, privo di gravami feudali e dipendente direttamente dall'autorità comunale – nel quale si dovranno trasferire forzosamente gli abitanti dei piccoli centri della zona. Scompaiono così gli insediamenti poco fa ricordati – con l'eccezione di Loceno, divenuta l'attuale Lozzolo – per dare origine al nuovo borgo che prende il nome di Borgo della Pieve, e poi – da uno dei centri più importanti tra quelli abbandonati – Gattinara. Gattinara cresce e prospera nei secoli immediatamente successivi, autonoma e libera com'è da tutti i vincoli feudali, si dà un governo indipendente munendosi di statuti, approvati dal comune di Vercelli e a più riprese confermati anche dal successivo dominio sabaudo.
Signori di Gattinara sono i Signori di Vintebbio dai quali discendono i Gattinara appunto e gli Arborio, quindi i Testa, i de Rege, i Biamino e altre nobili famiglie di origine consortile. Il centro abitato, costruito su una maglia regolare e caratterizzato da uno sviluppo urbanistico rigidamente controllato sin dalla fondazione, è munito di un sistema di fortificazioni complesso, integrato – probabilmente a partire dal XIV secolo – da un castello ricetto; numerose chiese si affacciano sulle vie principali, e tra tutte la più importante, la pieve di San Pietro Apostolo, che costituisce un punto di riferimento, a livello ecclesiastico e sacramentale, per i centri della zona sino a Lozzolo e Roasio. La vita economica e politica del borgo tra XIV e XV secolo è vivace, e ne è riflesso uno sviluppo artistico di assoluto rilievo, del quale oggi rimane a testimonianza la stupenda facciata in cotto istoriato della chiesa parrocchiale.

### Età moderna
Il giovane Mercurino Arborio, nato a Gattinara nel 1465 da una delle famiglie più ricche del borgo, dopo molteplici e sempre più prestigiosi incarichi diplomatici tanto alla corte sabauda, quanto a quella di Massimiliano d'Asburgo, giunge a ricoprire la carica di gran cancelliere dell'imperatore Carlo V e a rivestire l'abito cardinalizio; muore nel 1530, e la storiografia odierna, dopo anni di ingiusto oblio, lo ricorda come un personaggio di levatura culturale eccezionale, che ha profondamente influenzato gli sviluppi politici europei. Dopo la morte del cardinale, la sua famiglia, impugnando le volontà testamentarie dell'illustre congiunto e trovando appoggio negli ambienti sabaudi, riesce a estendere sul borgo le forme di una feudalità – inedita, sinora, per la comunità fondata come "franca" nel 1242 – che diviene elemento di costante contrasto sino alle soglie del XIX secolo, quando la bufera napoleonica la eliminerà di fatto.
Con il XVI secolo, inoltre, i problemi per Gattinara arrivano anche dall'esterno: pestilenze, eserciti di passaggio, assedi e saccheggi, nel quadro delle guerre gallo-ispaniche, dalle quali il borgo esce malconcio, mutilato delle sue fortificazioni e fortemente depauperato a livello demografico. L'occupazione francese nel 1555 costituisce il momento culminante di questo periodo di crisi, che solo dopo il 1559 trova sollievo, nell'aprirsi di un breve periodo in cui si registra un deciso ristabilimento economico, caratterizzato da un'evoluzione agricola sinora rallentata dagli eventi bellici. Tra il 1580 e il 1630 – anno della terribile pestilenza – nuove sciagure belliche colpiscono la zona, che solo grazie a una forte immigrazione dalla Valsesia non vede troppo drammaticamente ridotta la sua popolazione. Grazie a ciò, la ripresa a metà Seicento è abbastanza rapida, testimoniata anche da una intensa e qualificata attività edilizia che vede cambiare i lineamenti del borgo, abbellirsi e ampliarsi le sue chiese e i suoi conventi e aumentare la densità edilizia. Il Settecento è per Gattinara un secolo di grande prosperità; mercati e commercio, agricoltura, viticoltura, sono settori prosperi, che alimentano flussi di merci imponenti, facendo del borgo un punto di riferimento per le comunità dell'alta pianura vercellese e un punto di snodo di traffici che in gran parte calcano i valichi alpini. La vivacità socio-culturale trova riflesso nella nascita e nello sviluppo di confraternite e compagnie religiose, che con la gestione di infermerie e scuole assicurano alla popolazione una serie di servizi che contribuiscono a migliorare nettamente il tenore di vita anche delle fasce più deboli.

### Età contemporanea
A fine '700 l'avvento della dominazione napoleonica significa l'abolizione di privilegi feudali e corporazioni religiose: una enorme quantità di beni immobili, confiscata dal governo e immessa sul mercato a prezzi favorevoli, favorisce la formazione di un robusto ceto borghese e la costituzione di molti patrimoni familiari di medie dimensioni, accelerando il passaggio da un'economia per molti versi ancora di stampo rurale, a equilibri che si potrebbero definire urbani. Nel 1820 la demolizione della antica chiesa di San Pietro e la sua ricostruzione in forme neoclassiche sembra segnare anche simbolicamente la nuova coscienza collettiva di Gattinara, che nel corso del XIX secolo – demolito quanto resta delle antiche fortificazioni – si munisce progressivamente di tutti i servizi e delle infrastrutture caratterizzanti le realtà urbane. Col finire del secolo migliorano anche i collegamenti con il Vercellese, che agevolano lo smercio dei vini della zona, ormai consacrati come prodotti d'eccellenza e oggetto di intensa esportazione, mentre tarda a venire uno sviluppo industriale vero e proprio, nonostante la vicinanza a zone da questo punto di vista molto vocate, come il Biellese e la Bassa Valsesia. L'occasione per questo sviluppo arriva nel 1905: una terribile grandinata distrugge gran parte dei vigneti, causando un venir meno delle risorse più preziose del territorio, fatto che da subito determina flussi inarrestabili di emigrazione, soprattutto verso il Nuovo Mondo.
L'amministrazione comunale, con eccezionale lungimiranza, provvede alla redazione di un piano di sviluppo industriale agevolato, attirando nuovi stabilimenti che in breve occupano larghe fasce della popolazione locale. Tessile, meccanico, ceramica e l'attivazione il 16 gennaio 1905 della ferrovia Santhià-Arona: questi sono i settori all'insegna dei quali si dipana il fortissimo sviluppo industriale di Gattinara tra primo e secondo dopoguerra, anni in cui si collocano anche importanti momenti, come la fondazione dell'Ospedale "San Giovanni" e il rinnovamento di numerose infrastrutture.
La città paga al secondo conflitto mondiale un pesante tributo, colpita com'è da un bombardamento nell'estate del '44, ma fortunatamente nel dopoguerra può contare su una ripresa veloce, agevolata dalla riapertura a pieno regime degli stabilimenti industriali, i cui addetti nel corso degli anni '50 raggiungono numeri impressionanti. La forte immigrazione – proveniente soprattutto dal Mezzogiorno e dal Veneto – rende necessaria una decisa espansione del tessuto urbano, che si estende soprattutto lungo le vie per la Valsesia e per Vercelli, e in corrispondenza della strada per il Biellese. Proprio a ridosso di quest'ultima prende forma il popoloso sobborgo di S. Bernardo, che in breve giunge a dotarsi di una propria chiesa parrocchiale. La crisi incomincia però a farsi sentire già a metà anni '60, per divenire poi drammatica tra anni '70 e '80, con la chiusura o il forte ridimensionamento di numerosi stabilimenti industriali. In questi anni, però, si riscopre anche la viticoltura d'eccellenza, che alimenta flussi di esportazione a livello internazionale.
Recentemente alcune realtà industriali di nuovo impianto hanno rivitalizzato il tessuto economico locale, consentendo almeno in parte di guardare al futuro con maggior serenità rispetto a un passato recente. Crescente in questi ultimi anni è stata la vivacità socioculturale della città, che si riflette nel recupero di numerose emergenze monumentali, e che è favorita anche dalla presenza di importanti istituzioni scolastiche, che costituiscono i punti riferimento per il territorio.

### Simboli
(Antonio Manno, Bibliografia storica degli Stati della monarchia di Savoia, 1893)
Lo storico stemma di Gattinara è stato riconosciuto con decreto del capo del governo del 24 marzo 1932. 
Vi è raffigura una vite accollata a un palo fondato su un terrazzo e accompagnato da una tigre rampante alla pianta.
Il gonfalone municipale è stato concesso con DPR del 26 marzo 1963 ed è costituito da un drappo partito di bianco e di verde.

## Monumenti e luoghi d'interesse

### Centro storico
Il centro storico di Gattinara mostra evidente, ancora oggi, la maglia rigorosa che ne testimonia la pianificazione urbanistica, studiata in occasione della fondazione del borgofranco nel 1242: in quel contesto, infatti, il comune di Vercelli appronta uno schema che prevede, lungo gli assi viari principali, allineamenti di lotti lunghi e stretti, il cui lato minore verso la strada è occupato dall'abitazione, mentre lo spazio retrostante è destinato a usi agricoli e produttivi. Oggi, tuttavia, di tale aspetto medievale del borgo non sopravvive molto, poiché tra XVI e XVIII secolo – con la crescita della popolazione – un deciso rinnovamento ha interessato tanto i prospetti delle case affacciate sulle vie, quanto la disposizione dei cortili interni.
Molti sono i palazzi che tuttora mostrano caratteristiche architettoniche significative risalenti a tali trasformazioni: sui corsi principali sono interessanti i portici, sorretti sia da colonne in pietra sia da pilastri, che un tempo proteggevano le merci e l'ingresso delle botteghe, mentre molte case conservano ancora, appena sotto l'imposta dei tetti, graziosi allineamenti di loggette sostenute da colonnine lapidee. Proprio questi particolari rendono simili le forme del centro storico di Gattinara a quelle di molti insediamenti valsesiani, profondamente influenzati, da un punto di vista architettonico, dai modelli provenienti dalla Lombardia. I cortili sono in genere stretti e caratterizzati da forme irregolari, derivanti dal continuo aggiungersi di nuclei abitativi, che solo in alcuni casi hanno lasciato spazio alla realizzazione di piccoli porticati: interessanti, ove conservati, sono i ballatoi in legno o in granito, ornati – questi – da mensoloni lavorati.

### Architetture religiose

#### Chiesa di San Francesco

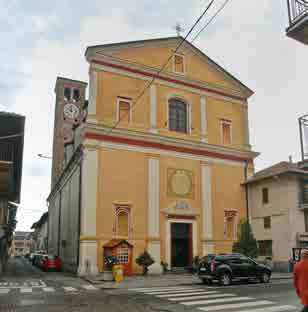
La facciata della chiesa di San Francesco.

La chiesa di S. Francesco sorge sull'area un tempo occupata dalla cappella S. Giulio, eretta nel 1447 dagli uomini di Gattinara quale voto per la liberazione dal flagello dei lupi. Nel 1619 S. Giulio è demolita, per far posto al costruendo convento dei Francescani, che a Gattinara sono peraltro presenti fin dal XVI secolo: determinanti, per la nuova fondazione, sono le cospicue donazioni di benefattori, nel 1598 e nel 1618. Nel 1666 si registra un altro lascito testamentario, espressamente destinato alla fabbrica di S. Francesco, oggetto in XVIII secolo di vari interventi di miglioria e manutenzione; la data sopra la porta, 1717, segna la consacrazione dell'edificio, probabilmente dopo un radicale restauro che le conferisce l'aspetto attuale. Nel 1802 il convento, come quello delle Clarisse, è soppresso in forza delle disposizioni napoleoniche, i beni incamerati e venduti al miglior offerente; grazie a una petizione sottoscritta dalla potente Confraternita di S. Antonio, però, la chiesa può tornare subito a essere officiata, sebbene privata del coro, ridotto a magazzino, mentre il Convento viene adibito prima a Dogana e Gendarmeria, poi ad abitazione rustica. La parte oggi meglio conservata del convento è la chiesa: l'attuale facciata è databile all'inizio del secolo XVII, e il portone d'ingresso, sormontato da un bassorilievo in pietra recante il simbolo dei Francescani, è opera pregevole di intaglio ligneo. L'interno dell'edificio è dominato dal fastoso altar maggiore in noce, ricco di elementi decorativi e fregi scolpiti, che incornicia il quadro raffigurante la Pietà con i santi Diego e Giulio. Le pareti laterali, conformemente al modello francescano, ospitano cappelle laterali dotate di austeri altari con cornici e fastigi in legno scolpito. Tra queste alcune sono particolarmente interessanti: a destra la prima è caratterizzata da una notevole pala rappresentante il Crocifisso con la Vergine, S. Giovanni e S. Clemente Papa, mentre è ornata riccamente di stucchi la terza, dal XVIII secolo sede della Confraternita di S. Antonio. Della fabbrica originaria del Convento rimane invece, seppure tramezzato e deturpato, il chiostro quadrilatero, con archi sostenuti da pilastri in pietra: sopravvivono alcune lunette affrescate recanti episodi della vita di S. Francesco e della storia del Francescani.

#### Chiesa di Santa Marta

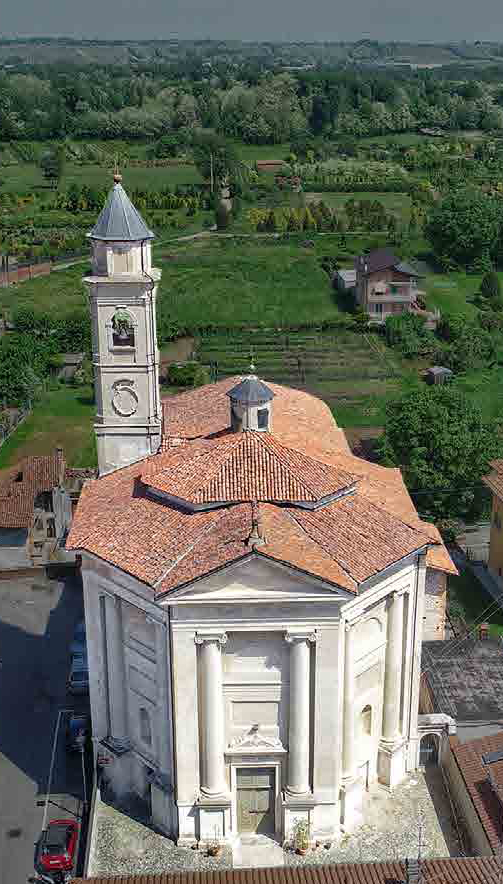
La chiesa di Santa Marta

Probabilmente già in XV secolo esiste qui una confraternita di “disciplini” dedicata a S. Marta, dotata di un suo oratorio; di certo si sa che verso il 1460 i confratelli chiamano un ignoto pittore (definito dagli studiosi Maestro della Passione) a decorare la loro chiesa. Resti di quella decorazione ad affresco, raffigurante cortei di notabili e popolani, si scorgono ancora sui pochi resti di mura della costruzione medievale, sopravvissuti dopo il rifacimento dell'edificio in epoca barocca. Nel 1603 incominciano alcuni lavori di rifacimento della chiesa, e con la prima metà del XVIII secolo si ha l'integrale ricostruzione dell'edificio: questo assume così l'aspetto attuale, con l'eccezione della facciata, costruita nel 1844 su progetto di Pietro Delmastro. La facciata della chiesa, neoclassica, anticipa un ampio spazio interno, che conserva quasi intatto l'originario aspetto settecentesco, caratterizzato da una spazialità ariosa e articolata, scandita da lesene e cornicioni. Due cappelle si aprono sul vano centrale: quella a destra ospita un altare con una pala di recente fattura, mentre in quella di sinistra, in una nicchia, è custodito un crocifisso ligneo tradizionalmente molto venerato. L'altare maggiore e la balaustra in marmi policromi, entrambi di bottega lombarda, si collocano nel pieno XVIII secolo, epoca a cui risale anche l'ampio coro ligneo destinato ai confratelli. Racchiusa in una pregevole cornice in marmi e stucco è la tela raffigurante S. Marta (XVIII sec.), mentre la decorazione pittorica dell'interno è rimasta sostanzialmente quella originaria (XVIII secolo), caratterizzata da elementi uniformi e tinte tenui: spiccano tuttavia gli affreschi nei pennacchi e nel catino della cupola centrale, opera di un pittore ignoto.

#### Santuario di Santa Maria di Rado

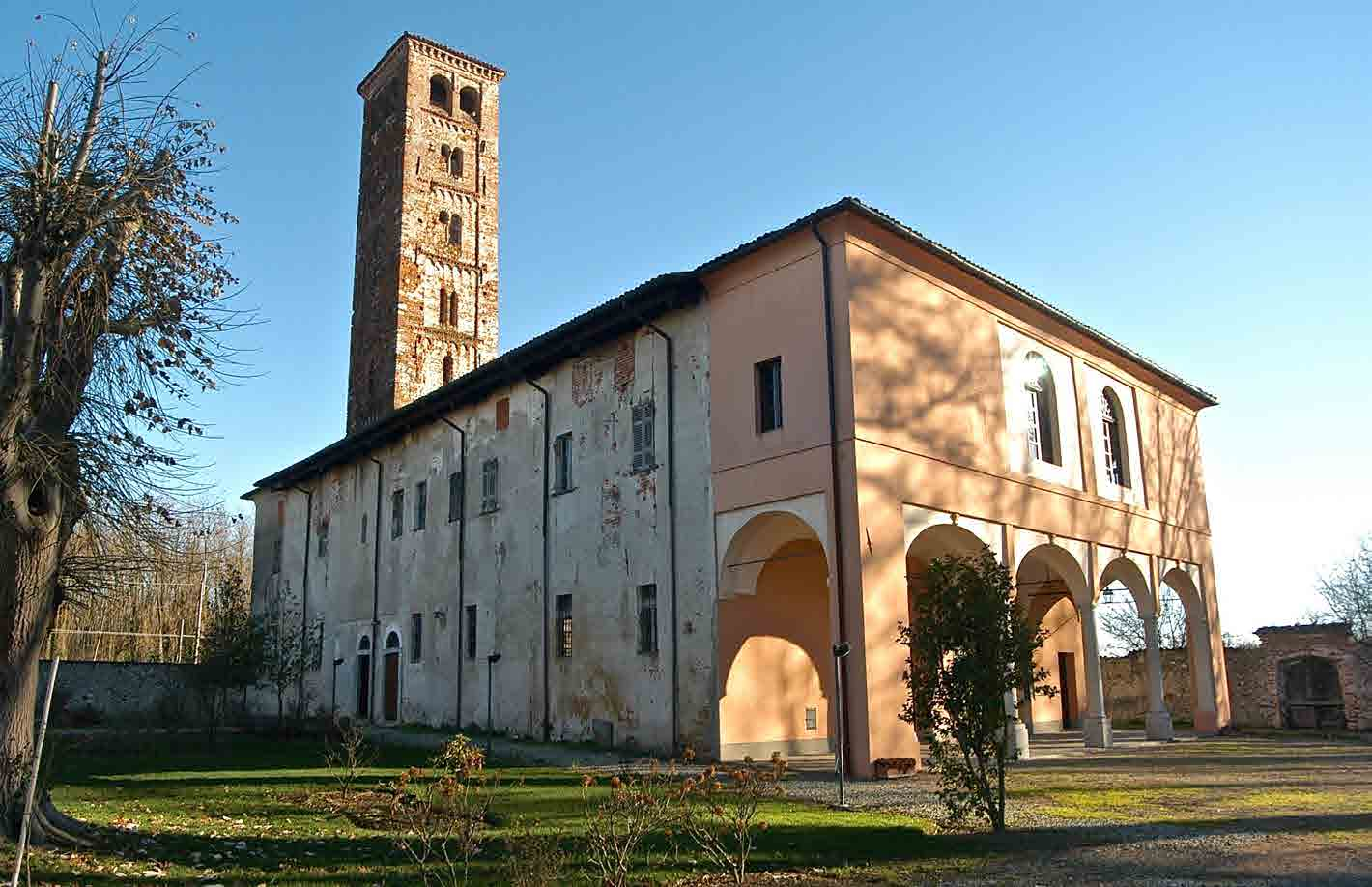
Santuario della Madonna di Rado

L'attuale santuario sorge sul sito della antica pieve di Rado, già citata in un documento del X secolo. Contemporaneamente alla scomparsa dell'insediamento di Rado, determinata anche dalla fondazione del borgofranco di Gattinara nel 1242, ha inizio il declino della pieve di S. Maria, che resta tuttavia officiata. Nel XV secolo è scolpita la statua lignea della Vergine, che nel tempo va acquisendo fama di miracolosità: Rado incomincia così a diventare un centro santuariale notevolmente frequentato, tanto che in XVII secolo si procede a ristrutturare la chiesa. L'importanza del Santuario cresce, così alla chiesa si aggiungono fabbricati di servizio destinati all'accoglienza e all'ospitalità; durante tutto il XVIII secolo ulteriori lavori di sistemazione determinano l'aspetto attuale dell'edificio, soprattutto dell'interno, che viene riconsacrato dal vescovo di Vercelli monsignore Vittorio Gaetano Costa d'Arignano. Della chiesa medievale rimane il pregevole campanile, in ciottoli e frammenti di laterizi: romanica è la sua struttura, ornata di cornici marcapiano di archetti pensili, mentre è seicentesco il porticato in facciata, sorretto da colonne in granito, che protegge i tre portali di ingresso. L'interno, seppure pesantemente ridecorato in epoca recente, rivela le linee originarie della costruzione medievale, con l'eccezione della parte presbiteriale, che presenta un coro quadrilatero barocco. Al XVIII secolo risalgono l'elegante altare maggiore (1761) e gli altari laterali (1791), opere, sia l'uno sia gli altri, di marmorini lombardi. Interessante la trave lignea scolpita posta sopra l'ingresso del presbiterio, nel quale - dietro all'altare maggiore - trova spazio un coro ligneo settecentesco con sobri intagli barocchi.

#### Ex monastero della Beata Vergine dei Sette Dolori

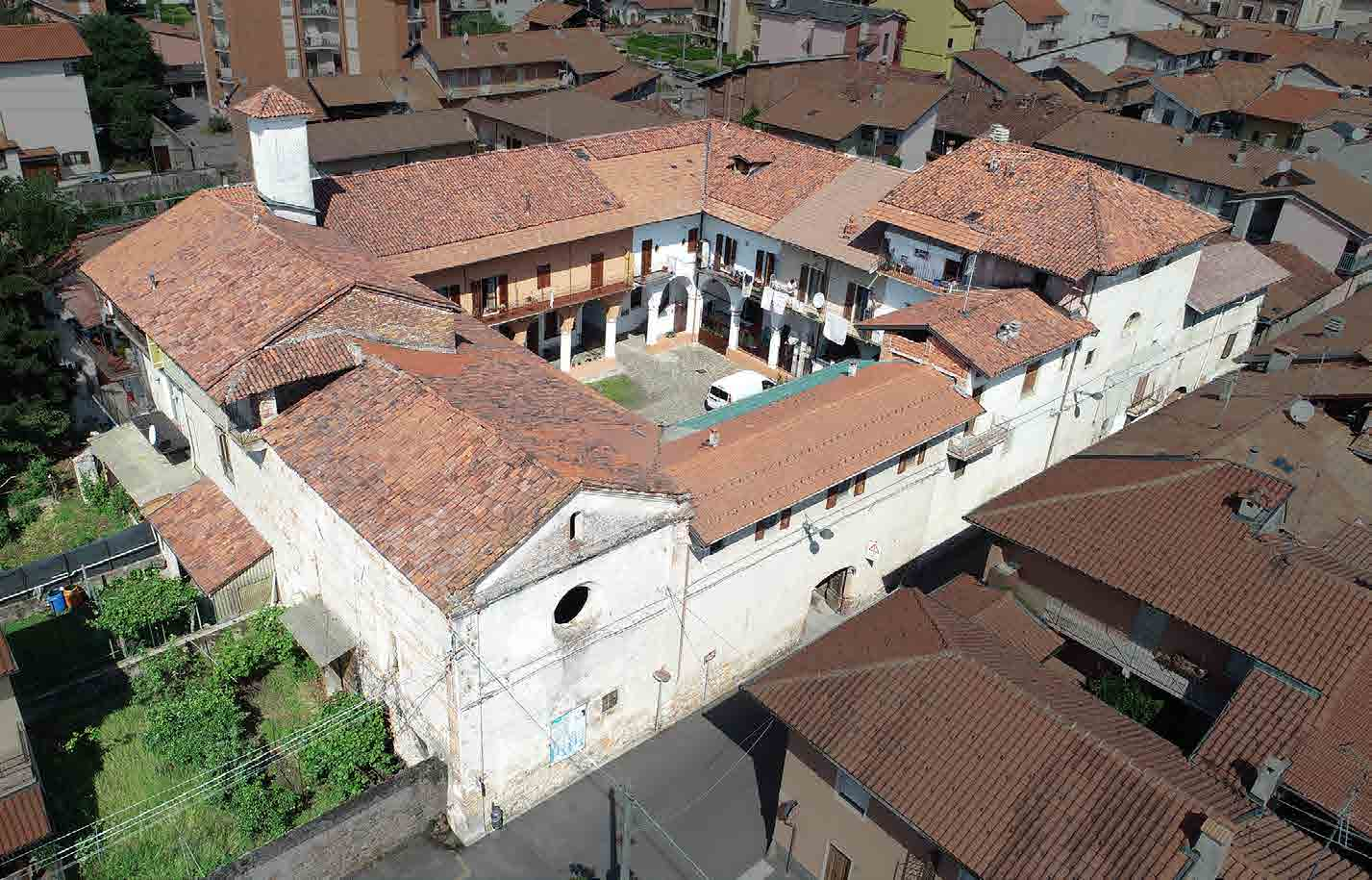
L'ex monastero della Beata Vergine dei Sette Dolori

L'ex monastero della Beata Vergine dei Sette Dolori di Gattinara fu fondato, per volontà testamentaria, nel 1529 da Mercurino Arborio di Gattinara; nel 1530 il monastero è probabilmente già in costruzione (Mercurino Arborio muore nel giugno dello stesso anno), e verso il 1532 risulta essere funzionante. Grazie a lasciti e donazioni le monache continuano negli anni ad ampliare i fabbricati, comprendenti la chiesa dedicata alla Beata Vergine dei Sette Dolori (divisa in una parte aperta al popolo e una riservata alle madri), il chiostro, le celle, le cantine, il refettorio, il parlatorio e la sala capitolare. Nel 1802, a seguito delle leggi di soppressione, la comunità claustrale è sciolta, e tutti i beni, compresa la chiesa, passano in blocco prima allo stato e poi a privati: la chiesa diventa un magazzino e il chiostro e un cortile del monastero delle Clarisse rimangono, seppure pesantemente deturpati, molti edifici, non ultima la chiesa di S. Chiara, attualmente non visitabile, che al suo interno conserva un interessante ciclo di affreschi di scuola gaudenziana. Sulle pareti di quella che era l'aula di culto campeggia una grande Crocifissione, dipinta da un pittore della cerchia gaudenziana, che realizza qui, nella seconda metà del Cinquecento, altri quadri ispirati alla Passione di Cristo, improntati a caratteri di viva espressività. Altri affreschi, eseguiti tra XVI e XVIII secolo, testimoniano il prezioso apparato decorativo del quale era dotato il monastero. È ancora visibile l'ampio cortile, che conserva le linee rinascimentali del chiostro, con luminose arcate sostenute da pilastri, sulle quali si imposta superiormente una loggia con eleganti arcatelle.

### Architetture civili

#### Castello di San Lorenzo

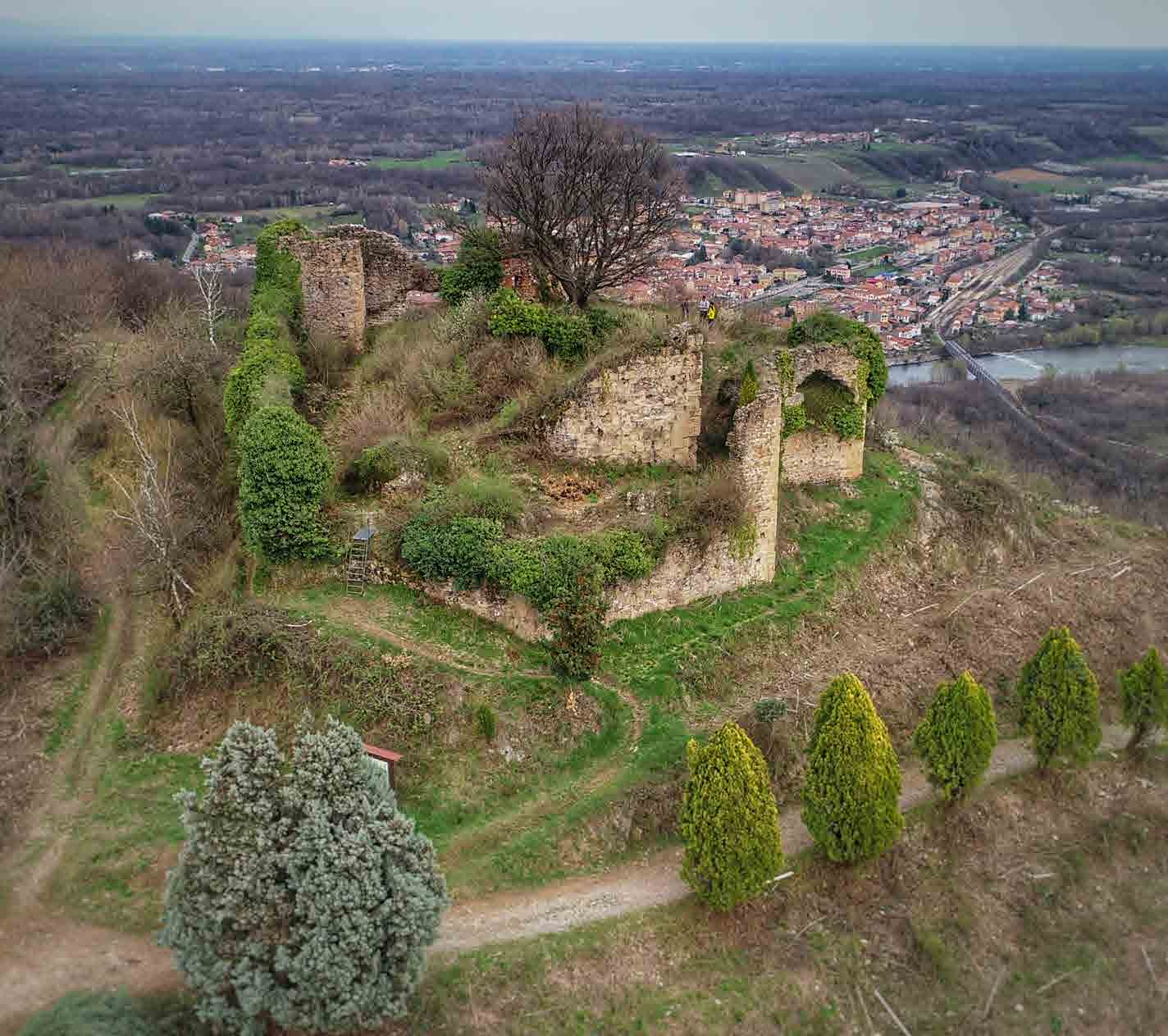
Il Castello di San Lorenzo

Sul culmine di una delle più alte colline a nord di Gattinara, a 540 m s.l.m., sono situati i ruderi del castello di S. Lorenzo, costruito nel 1187 dal Comune di Vercelli a guardia delle bocche della Valsesia. Le sue mura includono l'antica cappella di S. Lorenzo - definita “pieve” in un documento dell'882 - tradizionalmente ritenuta sede della sepoltura del vescovo vercellese San Filosofo, il quale, secondo una leggenda, si sarebbe rifugiato sul monte per scampare alle persecuzioni dei Longobardi. Scavi intorno al colle di S. Lorenzo e lungo la dorsale di accesso alla cima hanno restituito tracce di strutture e fortificazioni, che farebbero pensare alla presenza di un insediamento medievale d'altura. Probabilmente in epoca viscontea sono effettuati alcuni lavori di ristrutturazione e restauro al castello, mentre a partire dal XVI-XVII secolo incomincia l'abbandono che lo porta alla situazione attuale. Affascinante è il panorama che si può godere da S. Lorenzo, come pure interessanti sono i ruderi della fortificazione. Resta intatto ancora il grande portone d'ingresso, e all'interno delle mura perimetrali si scorgono i resti del mastio centrale e della chiesa di San Lorenzo, la cui abside è ornata da semplici fregi bassomedievali a dente di sega.

#### Torre delle Castelle

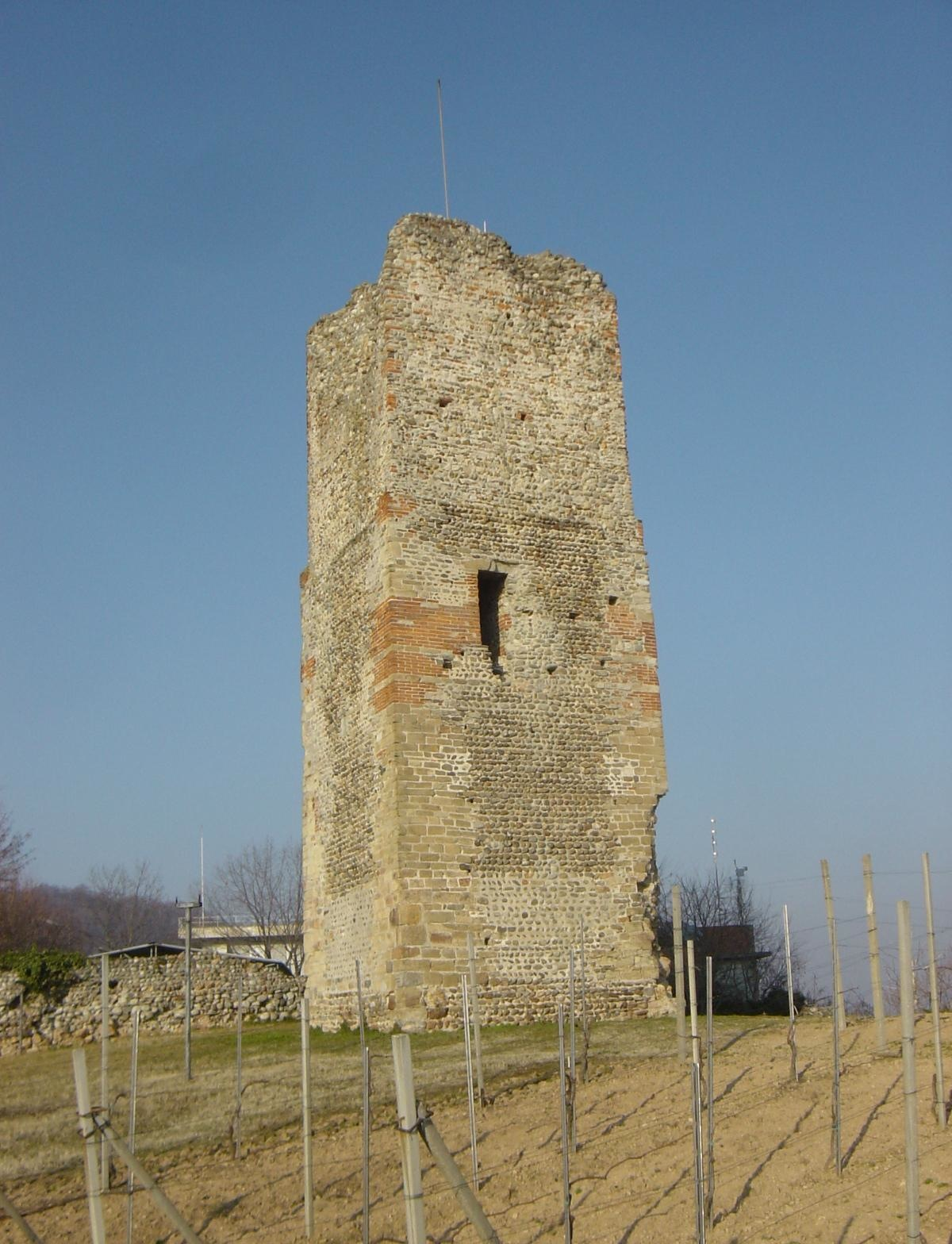
Torre delle Castelle.

La massiccia Torre delle Castelle, risalente all'XI secolo e circondata da mura più tarde, è la parte più evidente di un importante complesso fortificato medievale che muniva in origine le sommità di questa collina e di quella accanto, entrambe oggi occupate da pregiati vigneti. Risalgono al XII-XIII secolo le prime attestazioni scritte di tale sistema fortificato, costituito pertanto da due recinti in muratura (le Castelle, appunto), occupati da costruzioni tra le quali svetta la torre, mentre sul pianoro compreso tra le due fortificazioni sorge la chiesa di S. Giovanni alle Castelle. Verso il 1525 lavori di ristrutturazione interessano la chiesetta, che, ulteriormente restaurata in XVIII secolo, viene malauguratamente distrutta nel 1950 per lasciar posto alla attuale cappella della Madonna della Neve, edificata a cura della Sezione Alpini di Gattinara. Oltre alla torre, parte di un portale medievale si intravede nell'altro recinto, situato dietro la chiesa. Notevole è la vista che si gode dai belvedere panoramici adiacenti, tanto verso la piana Vercellese e il vicino Novarese, quanto verso il Biellese, le colline e i primi contrafforti prealpini.

#### Ex Palazzo dei marchesi Arborio Gattinara

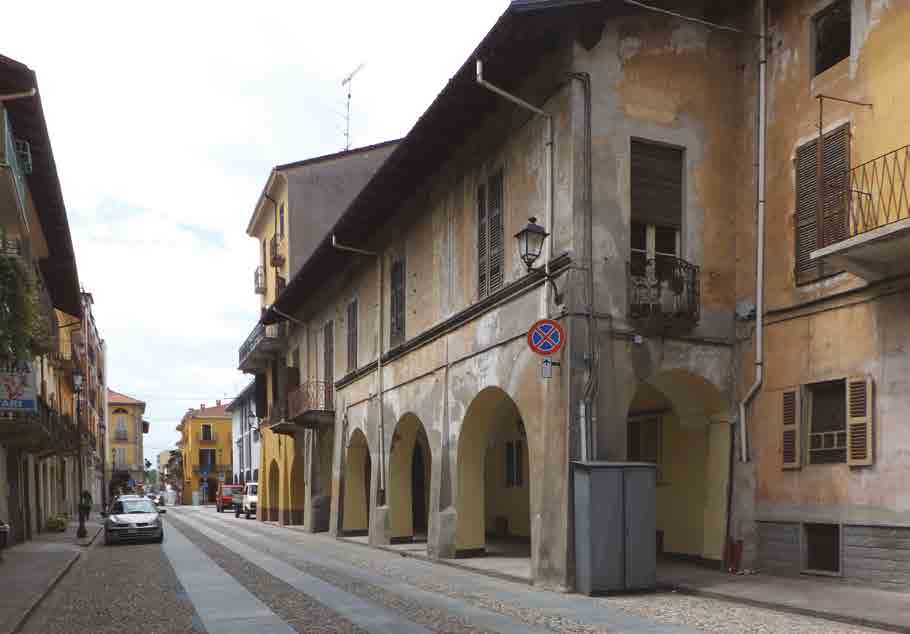
L'Ex Palazzo Marchionale

Il primo nucleo del palazzo è verosimilmente edificato intorno al 1450, negli anni in cui la famiglia Arborio si irrobustisce e incomincia la sua veloce ascesa sociale, che nel secolo successivo – grazie alla figura del suo esponente più illustre, il cardinale Mercurino – la porterà a occupare un ruolo di indiscussa supremazia nel tessuto sociale cittadino. Già Mercurino si occupò fattivamente della sua dimora, presso la quale fece lavorare nel 1523 frescanti di scuola novarese – Pietro da Novara, Angelo Canta e Daniele de Bosis. Non rimane nulla di questi interventi, poiché – con l'eccezione di alcuni dettagli architettonici cinquecenteschi ancora visibili nel cortile principale – l'odierno palazzo denota un aspetto pienamente sei-settecentesco. Sul grande cortile, ornato da arconi di portici sormontati da cornicioni e scanditi da lesene, si affacciavano gli ambienti di maggior prestigio, compresa la lunga galleria – oggi non più esistente – che occupava il piano superiore della manica orientale, e che gli antichi inventari ci descrivono ricca di quadri e arredi. Dopo la cessione da parte della famiglia Arborio Gattinara, in età napoleonica, e il suo frazionamento tra privati, il palazzo ha subito distruzioni e rimaneggiamenti: fortunatamente l'Associazione Culturale di Gattinara ha potuto riscattare alcuni locali di notevole pregio, facendone la propria sede. Tra i vani al pianterreno, oltre a uno studiolo sulle pareti del quale sono riapparse le tracce di un grande affresco che raffigurava il blasone cardinalizio di Mercurino, spicca l'ampio salone, coperto da soffitto a cassettoni e ornato con scene bibliche, incastonate in tondi riccamente ornati. Al primo piano sussistono i resti della antica cappella nobiliare, ornata da piccole scene della vita di Cristo dipinte tra le membrature del soffitto, mentre l'attigua saletta mostra le vivaci allegorie delle quattro stagioni, incorniciate da una ricchissima decorazione ad affresco della volta. L'ultimo salone, dotato di soffitto ligneo a cassettoni, è animato dalle allegorie dei continenti, anch'esse inquadrate in un complesso partito ornamentale costituito da elementi architettonici. Poco si sa di questi affreschi: ignoto l'autore, si può solo tentare di inquadrarli in un orizzonte cronologico che, in assenza di studi più accurati, si deve giocoforza mantenere aperto ai secoli XVII e XVIII.

#### Villa Paolotti (Enoteca regionale)

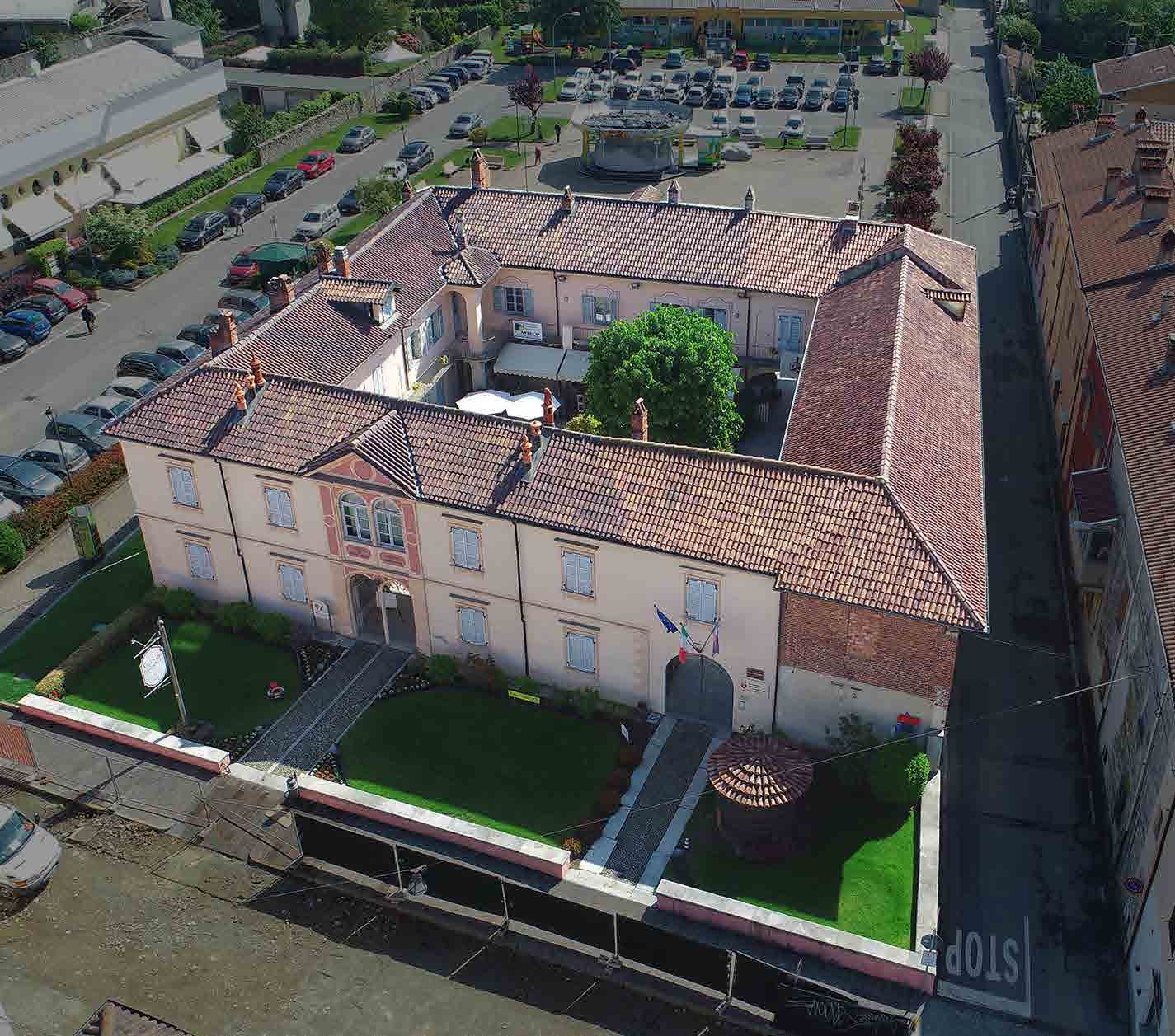
Villa Paolotti

Villa Paolotti, oggi sede dell'Enoteca Regionale di Gattinara, si affaccia sul corso con una semplice facciata, appena ingentilita da un duplice arco di ingresso. Di qui, e tramite un altro passaggio carraio, si può accedere al cortile interno, ombreggiato da un magnifico tiglio centenario, sul quale si affacciano i locali un tempo destinati all'abitazione dei proprietari e, sul lato meridionale, l'antica tinaia. Questo spazio, in passato destinato a ricoverare attrezzi e contenitori legati alla produzione vinicola, è occupato oggi dall'Enoteca Regionale, mentre in un'altra ala della villa hanno sede gli uffici della Comunità Collinare. La famiglia Paolotti, un tempo proprietaria della villa, era nel XIX secolo una delle più illustri e ricche del borgo, e il suo nome dal 1870 si legò a quello di una banca locale – la Banca Paolotti – che funzionò sino al 1906.

#### Villa Cavalleri (Cantina sociale)

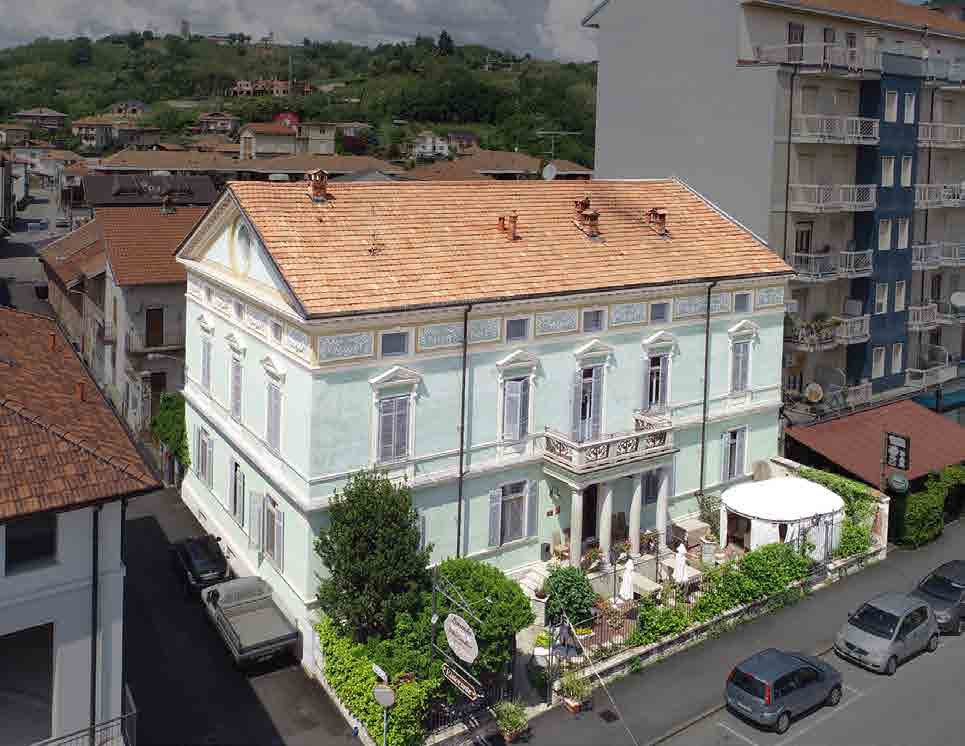
Villa Cavalleri

La storia della villa è legata alla figura di Battista Cavalleri, che nella Gattinara di fine Ottocento si distinse come viticoltore particolarmente attento alle innovazioni tecniche. Attrezzò la cantina della villa con venti grandi botti in rovere da cento ettolitri l'una, creando di fatto una delle più grandi e aggiornate aziende vitivinicole della città. Dopo la tempesta del 1905 Cavalleri, danneggiato economicamente, emigrò in Argentina, lasciando la gestione della cantina alla moglie Margherita, che nel 1908 cedette la villa alla neonata cantina sociale. La villa, edificata alla fine del XIX secolo, presenta un prospetto ancora solidamente ancorato a moduli neoclassici, dominato da un elegante pronao a colonne. Le ampie sale all'interno ricordano la connotazione di comoda dimora borghese, mentre conserva immutato il suo fascino l'ampia cantina, cuore della Cantina Sociale, che dal 1908 ha sede in questo prezioso stabile.

#### Ex Palazzo Arborio Gattinara (ora Palazzo Comunale)

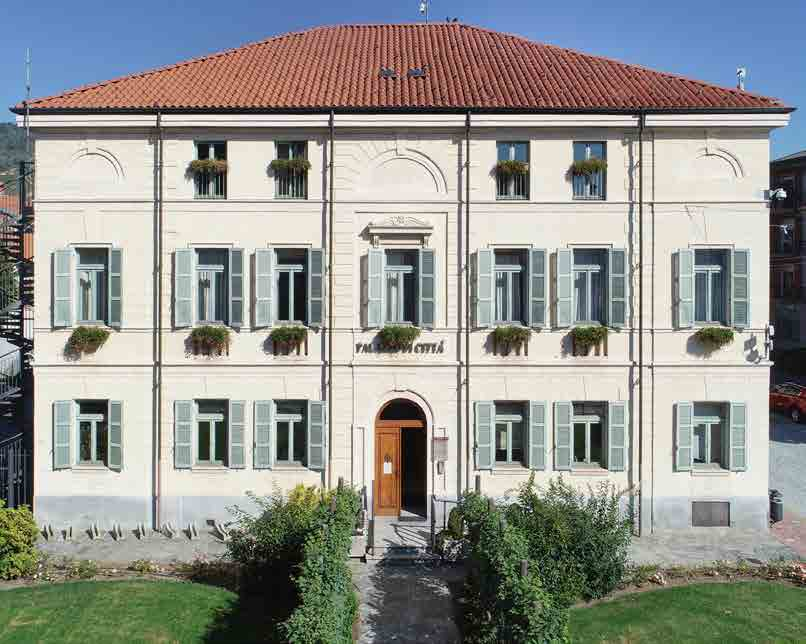
L'ex Palazzo Arborio Gattinara

L'attuale palazzo di città nasce come residenza dei marchesi Arborio Gattinara, i quali ne affidarono la progettazione, negli anni Venti dell'Ottocento, al giovane architetto gattinarese Pietro Delmastro. La struttura esterna conserva intatte le sue caratteristiche di villa patrizia neoclassica: il ritmo regolare delle aperture, i sobri fregi classicheggianti posti sopra porte e finestre entro una partitura di lesene e cornicioni. La disposizione interna attuale dell'edificio, adattato a sede municipale, mantiene alcuni resti della planimetria originaria, alla quale appartengono i vasti atrii di disimpegno al pianterreno e al primo piano, dotati delle originarie volte ottocentesche in muratura.

### Altro
- Riserva naturale orientata delle Baragge

## Flora e fauna

### Fauna
La fauna del territorio gattinarese è quella tipica dell'area padana e delle zone sub alpine del Nord Italia.

#### Mammiferi
Sono presenti le seguenti specie:
- Tasso (Meles meles)
- Capriolo (Capreolus capreolus)
- Volpe (Vulpes vulpes)
- Faina (Martes foina)
- Gatto selvatico (Felis silvestris)
- Cinghiale (Sus scrofa)
- Riccio (Erinaceus europaeus)
- Lepre (Lepus europaeus)
- Minilepre (Sylvilagus floridanus)
- Toporagno (Sorex araneus)
- Nutria (Myocastor coypus)
- Talpa (Talpa)
- Scoiattolo grigio (Sciurus carolinensis)
- Scoiattolo rosso (Sciurus vulgaris)
- Lupo (Canis lupus): non c'è nessun dato che indichi la presenza di questo animale nel territorio comunale, ma il continuo aumento del suo areale e il ritrovamento di una carcassa in un comune limitrofo può far presagire la sua probabile presenza.

## Società

### Evoluzione demografica
Negli ultimi cinquanta anni, a partire dal 1971, la popolazione residente è diminuita del 21 %.
Abitanti censiti

### Etnie e minoranze straniere
Gli stranieri residenti nel comune al 31 dicembre 2010 sono 534, ovvero il 6,4% della popolazione. Di seguito sono riportati i gruppi più consistenti:
1. Marocco, 127
2. Ucraina, 113
3. Albania, 46
4. Romania, 43
5. Cina, 39
6. Bulgaria, 25

### Lingue e dialetti
Oltre alla lingua italiana, a Gattinara è utilizzato il dialetto locale, una variante della lingua piemontese.

### Istituzioni, enti e associazioni
In città è molto forte la presenza delle associazioni, soprattutto le “tabine”, luoghi nati per stare insieme tra amici, e che ancora oggi sono fortemente presenti nel territorio gattinarese, grazie anche alle quali viene festeggiato il carnevale, con le varie tabine che si dedicano mesi a preparare carri, costumi e scenografie per la sfilata, impianti complessi per la famosa battaglia dell’acqua e delle arance.

## Cultura

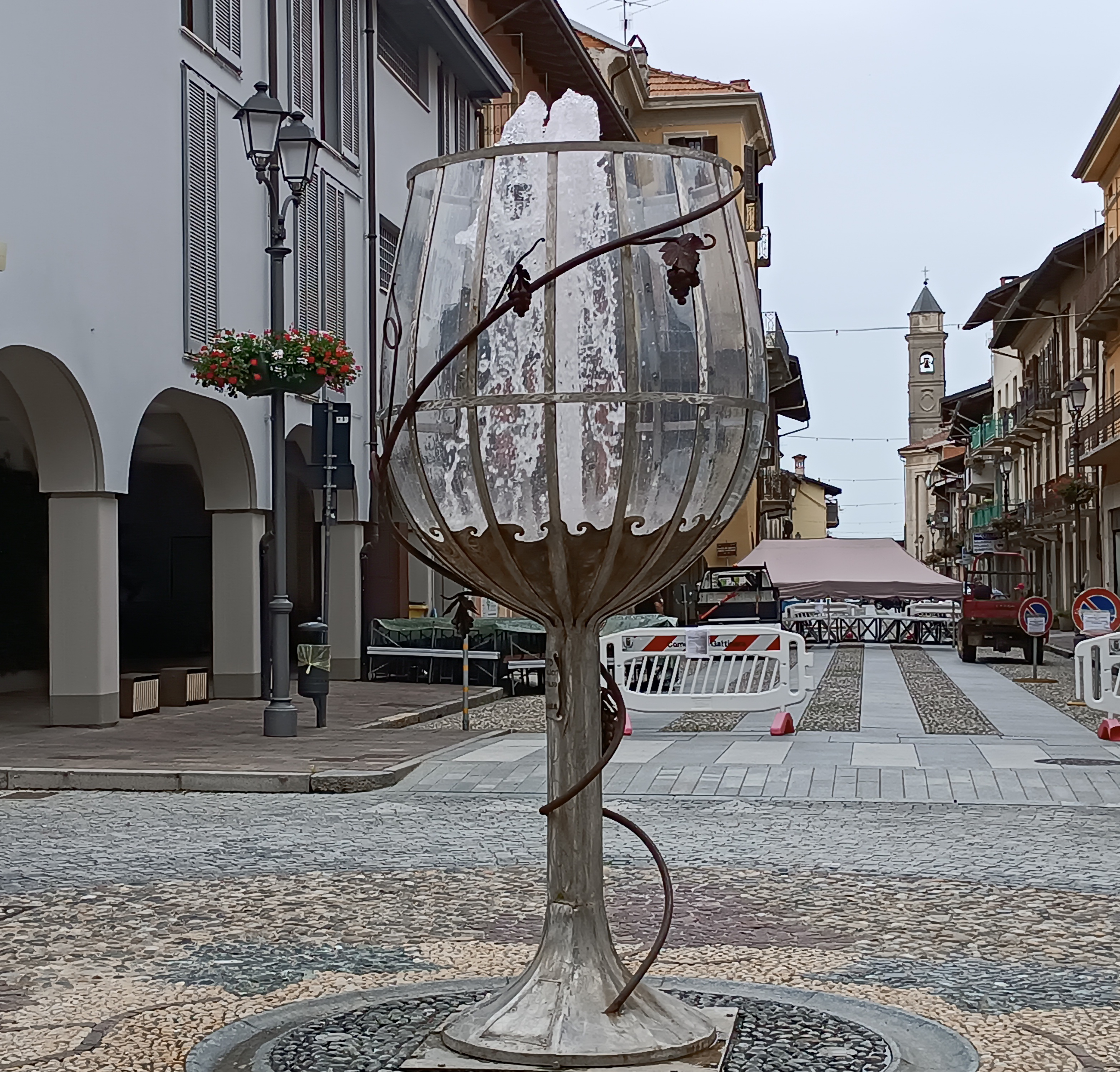
Fontana a forma di bicchiere nella via principale

### Eventi
La festa dell'uva, ricorrenza principale della città, si svolge all'inizio del mese di settembre: in tutta la città sorgono per l'occasione diverse taverne che cucinano cibi succulenti, accompagnati dal vino Gattinara.
La fiera di San Martino si svolge il secondo martedì del mese di novembre: migliaia di visitatori, provenienti da tutto il circondario, trascorrono la giornata in città per fare acquisti dalle bancarelle allestite, numerose e di ogni sorta: se in questa occasione la banda cittadina, il Corpo Musicale S. Cecilia sfila per il corso principale, significa che il Carnevale sarà festeggiato. Le maschere ufficiali della città sono il Babacciu ("il Pupazzo") e la Plandrascia ("la Scansafatiche").
 Sodalizio tipico di Gattinara è la Tabina: è il luogo dove uomini e donne, amici di vecchia data, senza alcuna distinzione di sorta, sono soliti ritrovarsi con cadenza almeno mensile, in occasione di pranzi o di cene, dove si celebra la rimpatriata, specie in coincidenza con i festeggiamenti cittadini del Carlavé (Carnevale), coordinato dall'omonimo Comitato.

## Infrastrutture e trasporti
La Stazione di Gattinara, posta lungo la ferrovia Santhià-Arona, fu attivata nel 1905 e dal 2012 risulta senza traffico per effetto della sospensione del servizio sulla linea imposta dalla Regione Piemonte.
Gattinara era inoltre servita, tra il 1879 e il 1933, dalla tranvia Vercelli-Aranco.

## Amministrazione
| Periodo        | Periodo        | Primo cittadino        | Partito              | Carica  | Note |
| -------------- | -------------- | ---------------------- | -------------------- | ------- | ---- |
| 6 giugno 1993  | 27 aprile 1997 | Angelo Agosti          | Democrazia Cristiana | Sindaco |      |
| 27 aprile 1997 | 13 maggio 2001 | Mario Mantovani        | Forza Italia         | Sindaco |      |
| 13 maggio 2001 | 28 maggio 2006 | Mario Mantovani        | Forza Italia         | Sindaco |      |
| 28 maggio 2006 | 15 maggio 2011 | Carlo Riva Vercellotti | Forza Italia         | Sindaco |      |
| 15 maggio 2011 | 5 giugno 2016  | Daniele Baglione       | Lega Nord            | Sindaco |      |
| 5 giugno 2016  | 4 ottobre 2021 | Daniele Baglione       | Lega Nord            | Sindaco |      |
|                |                |                        |                      |         |      |
| 4 ottobre 2021 | in carica      | Maria Vittoria Casazza | Uniti Si Vince       | Sindaco |      |

Sotto l'amministrazione del sindaco Daniele Baglione, dal 2011 al 2020, è stata restaurata Villa Cavalleri ed è stato abbattuto l'immobile del Ministero delle Telecomunicazioni, antistante la Torre delle Castelle, riqualificandone l'area attraverso la costruzione della struttura polivalente, gestita dal Gruppo Alpini di Gattinara. È stato inaugurato l'Ufficio di Promozione e Sviluppo Turistico delle Terre del Nebbiolo ed è stata riqualificata Piazza Italia (sia la pavimentazione, sia l'illuminazione LED, sia le aree verdi), ponendovi al centro la Fontana Artistica (le cui fattezze si ispirano all'indirizzo agricolo improntato sulla coltura dell'uva) ed intitolando la "piazza Coperta" ai giudici Falcone e Borsellino (abbattendo parzialmente il fabbricato, in cui erano siti alcuni uffici comunali). Sono stati riqualificati il Parco in via Francesco Mattai, il Parco delle Rimembranze ed il Parco di San Bernardo (attraverso il rifacimento del campo da basket). È stato installato l'impianto della diffusione del segnale internet pubblico, con il Wi-Fi, nei corsi principali ed in Piazza Italia.
Sotto l'amministrazione del sindaco Carlo Riva Vercellotti, dal 2006 al 2011, sono stati riqualificati sia Corso Garibaldi sia Corso Cavour, (sia la pavimentazione, sia l'illuminazione LED, sia le aree verdi) ed è stato inaugurato il Liceo Scientifico Tecnologico. Sotto l'amministrazione del sindaco Mario Mantovani, dal 1997 al 2006, è stato favorito l'insediamento dell'attuale stabilimento di Lavazza S.p.A. sul territorio gattinarese, sono stati inaugurati l'Istituto Tecnico per Geometri e l'Istituto Professionale Alberghiero e sono stati istituiti sia la Comunità Collinare del Nebbiolo e del Porcino sia dell'Enoteca Regionale, site in Villa Paolotti.

### Gemellaggi
- Montbard, dal 2014

## Sport

### Calcio
La squadra di calcio della città è il Gattinara F.C., che milita nel campionato di promozione. I colori sociali sono il bianco e il nero. È stata fondata nel 1919.

### Judo
Nel 1986 nasce l'Associazione Sportiva Judo Gattinara, fondata nel 1986 dal Maestro Aldo Fantini. Il Club si aggiudica, nel 2014 e nel 2017, due argenti ai Campionati Italiani di Federazione e, nel 2017, un argento in European Cup a Zagabria con Michele Valeri. Dal 2009 il Club organizza per conto del Dojo Equipe Bologna il ritiro Valsesiano "Varallo Città del Judo" dove ospita oltre 100 atleti di alto livello dal 2 al 6 gennaio. Tra gli ospiti importanti della kermesse Majlinda Kelmendi, già campionessa europea e del mondo juniores e Oro Olimpico nel 2016.